# Aplysinellidae
Famille
Les Aplysinellidae sont une famille de spongiaires de l'ordre des Verongiida.

## Liste des genres
Selon World Register of Marine Species (1er août 2024) :
- genre Aplysinella Bergquist, 1980
- genre Narrabeena  Cook & Bergquist, 2002
- genre Patriciaplysina  Van Soest & Hooper, 2020
- genre Suberea Bergquist, 1995